# Abrachyglossum capitatum
Abrachyglossum capitatum är en tvåvingeart som först beskrevs av Friedrich Hermann Loew 1847.  Abrachyglossum capitatum ingår i släktet Abrachyglossum och familjen stekelflugor. Inga underarter finns listade i Catalogue of Life.